# Ubi periculum
Ubi periculum (с лат. — «Где опасность») — папская булла, Папой римским Григорием X во время Второго Лионского собора 7 июля 1274 года, которая установила формат папского конклава в качестве метода избрания Папы, в частности, заключение и изоляцию кардиналов в условиях, призванных ускорить достижение ими широкого консенсуса. Её название, традиционное для подобных документов, взято из вступительных слов оригинального латинского текста: Ubi periculum maius intentionitur «с лат. — «Там, где таится большая опасность»». Её принятие было поддержано сотнями епископов на этом соборе, несмотря на возражения кардиналов. Правила были сформулированы в ответ на тактику, использованную против кардиналов магистратами Витербо во время затяжных папских выборов 1268—1271 годов, которые заняли почти три года, чтобы избрать Григория X. Требуя, чтобы кардиналы встречались в изоляции, Григорий X не был новатором, а внедрял практику, которую кардиналы либо приняли по собственной инициативе, либо навязанную им гражданскими властями. После того, как более поздние папы приостановили действие правил Ubi periculum и несколько избирались на традиционных выборах, а не на конклавах, Папа Бонифаций VIII включил Ubi periculum в каноническое право в 1298 году.

## Предыстория
Целью Ubi periculum было ограничить тактику проволочек и отвлекающие факторы на папских выборах, а также внешние вмешательства, которые могли бы посягнуть на свободу выборщиков; это, безусловно, было направлено на получение более быстрых результатов и, делая правила более явными и подробными, на снижение вероятности раскола и спорных выборов. Навязывание монашеского образа жизни внутри конклава, возможно, также было направлено на то, чтобы отвлечь умы выборщиков от повседневных дел управления церковью и сосредоточить их внимание на духовной важности их деятельности.
На пяти из девяти папских выборов, которые проводились между 1198 и 1271 годами включительно, участвующие кардиналы работали в изоляции в условиях физических ограничений, которые они сами выбрали или которые были навязаны им. В 1198 году они изолировали себя, мотивируя это тем, что им нужно «быть свободными и в безопасности в своих обсуждениях». В 1241 году Рим был осаждён, и городские власти изолировали кардиналов, чтобы добиться скорейшего избрания Папы, который мог бы вести переговоры с нападавшими на город. Для трёх выборов, когда кардиналы были изолированы в Риме, они использовали одно и то же место, Септизодиум, как будто эта практика становилась традиционной. На последних, длительных выборах в Витербо местные власти не держали кардиналов в изоляции, но ограничивали их передвижения и контролировали их доступ к еде. В других отношениях процедуры, установленные Ubi periculum, по-видимому, произошли от избирательных процедур доминиканской конституции 1228 года, а также коммун Венеции (1229) и Пьяченцы (1233).